# Kooman's Poppentheater
Kooman's Poppentheater in Den Haag is in 1960 opgericht door pianist en poppenspeler Frank Kooman (1929-2011) en wordt nu voortgezet door zijn zoon Arjan Kooman (1967). Kooman's Poppentheater is het oudste vaste poppentheater van Nederland.

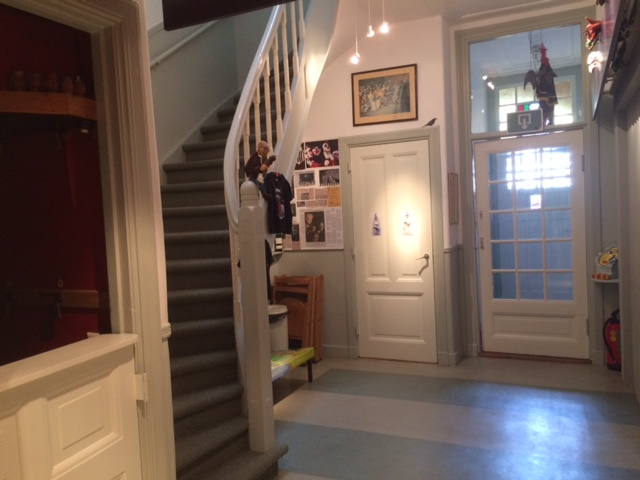
Hal van het poppentheater

In een theater in het Haagse Statenkwartier wordt sinds 1960 iedere woensdag- en zaterdagmiddag een kindervoorstelling (5+) gespeeld. Daarnaast worden er besloten (school)voorstellingen gespeeld en speelt het theater met een reizende theaterkast voorstellingen op locatie. Jaarlijks worden ca 180 voorstellingen gespeeld, waarvan ca 100 in het eigen theater en ca 80 op scholen, festivals en in theaters door het hele land. Onder de naam 'Muzikaal Poppencabaret' worden ook voorstellingen voor volwassenen gespeeld.

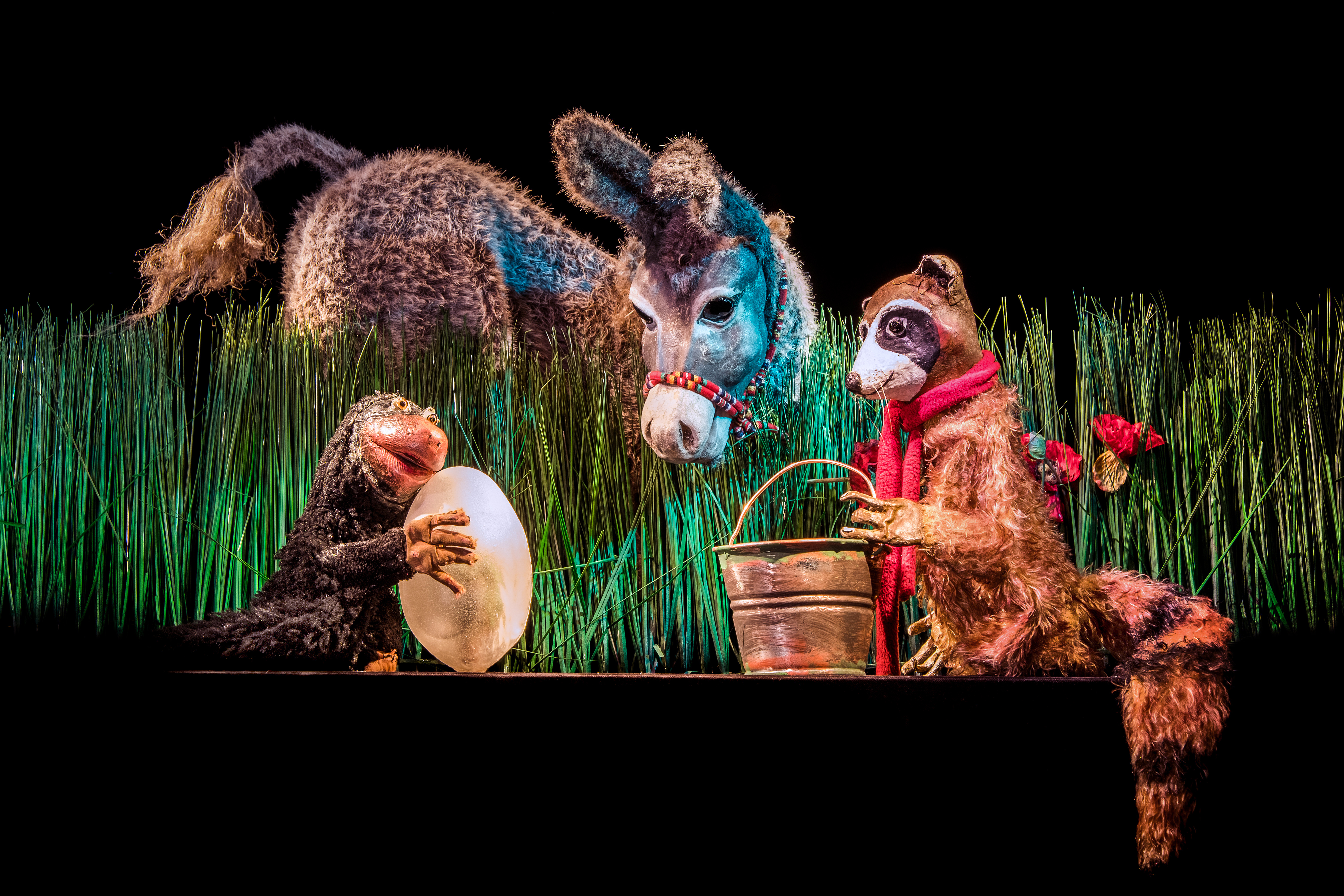
Scene uit een kindervoorstelling

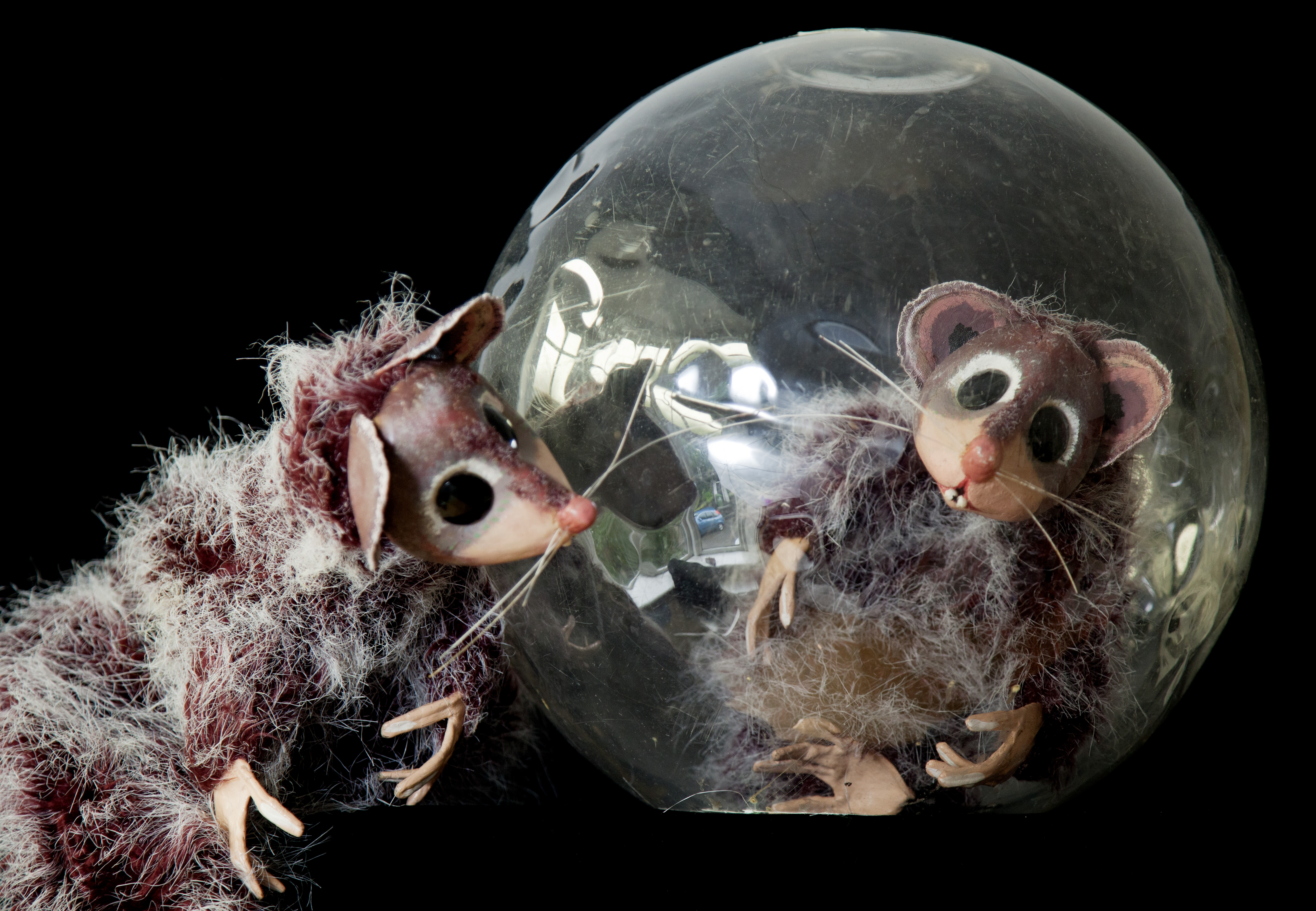
Scene uit een kindervoorstelling 2013

Bij Kooman's Poppentheater komen het ontwerp, de poppen en de decors uit eigen atelier. Alle verhalen, teksten en stemmen zijn van Frank en Arjan Kooman. De muziek en liedjes worden gecomponeerd en uitgevoerd door zijn broer Joost Kooman. Kooman's Poppentheater maakt ook poppen in opdracht en werkt regelmatig samen met kunstenaars uit verschillende disciplines. De voorstellingen worden gespeeld door Arjan Kooman en één of twee vaste assistenten.
Het theater heeft sinds 1998 een Vriendenstichting die het theater ondersteunt. Met de donaties van de Vrienden van het theater wordt vijf keer per jaar een voorstelling mogelijk gemaakt voor kinderen die om financiële of fysieke redenen het theater anders niet kunnen bezoeken.